# 彻勒格
彻勒格，是匈牙利佩斯州所辖的一个村。总面积5.04平方公里，总人口2261，人口密度448.6人/平方公里（2011年1月1日）。